# Listă de parcuri industriale din România
În iulie 2016, la nivelul întregii țări existau 72 de parcuri industriale, create pe baza unei ordonanțe de guvern din anul 2001 care stabilește și facilitățile pe care statul le oferă investitorilor care vin în aceste locuri.
Cele mai importante facilități sunt reduceri de taxe și impozite locale sau stabilirea unei chirii anuale sub nivelul pieței.
Parcurile industriale și forța de muncă ieftină din România au atras companii gigant de pe piața mondială precum Nokia, Emerson, P&G, Kaufland, Roca sau Autoliv și investiții străine directe de ordinul miliardelor de euro.
În octombrie 2006, în România existau 37 de parcuri industriale, în care funcționau 426 de societăți comerciale, cu peste 10.000 de salariați.
Din acestea, 23 erau operaționale, restul în diverse faze de amenajare.
Aceasta este o listă de parcuri industriale din România:
Judetul ilfov
- Parc industrial Sabaru - www.sabaru.ro[4]

Moldova
- Parcul de tehnologia Informației din Galați [5]
- Parcul Industrial Hemeius - HIT Park din Bacău [6][7][8]
- Tehnopolis din Iași.[9][10]

Muntenia
- Parcul industrial Faur
- Parcul Industrial Brăila [11]
- Parcul industrial Mija [12][13][14]
- Parcul Industrial Ploiești
- Parcul industrial Plopeni - www.plopeniparc.ro Arhivat în 1 noiembrie 2010, la Wayback Machine. [15][16]
- Parcul industrial din Vălenii de Munte [17]

Oltenia
- Parcul Industrial Sadu II -

Transilvania
- Eurobusiness Parc Oradea
- Parcul Industrial Mureș -
- Arc Parc Industrial Dej Arhivat în 22 august 2019, la Wayback Machine.
- Parcul Industrial Sepsi Park - Sfantu Gheorghe

Județul Sibiu
- Zona Industriala Ocna Sibiului [18]

- Zona Industrială Vest din Sibiu [19]
- Parcul Industrial Șura Mică

Județul Arad
- Zona Industrială Arad [20]
- Zona Liberă Curtici-Arad
- Zona Industrială Turnu-Pecica[21]

Județul Timiș
- Platforma industrială Freidorf[22]
- Timișoara Airport Park[23]

Județul Brașov
- Sofimat - Logistic Park - http://www.sofimat.ro
- Sofimat - Urban Logistic Center - https://sofimat.ro
- Parcul industrial EURO PARK - https://euro-park-parc-industrial-brasov.business.site/?utm_source=gmb&utm_medium=referral%5Bnefuncțională+–+%5D

- Parcul industrial Carfil
- Parcul Industrial Feldioara-Hălchiu
- Parcul industrial Metrom
- Parcul industrial Zărnești
- Parcul industrial Prejmer - www.graellsllonchindustrialpark.com Arhivat în 2 februarie 2011, la Wayback Machine. -
- Brașov Industrial Park - www.parc-industrial.ro -
- Brașov Business Park - www.brasovbusinesspark.com Arhivat în 6 noiembrie 2010, la Wayback Machine. -

Județul Cluj
- Arc Parc Dej
- Tetarom I
- Tetarom II
- Tetarom III
- Tetarom IV
- Reif Câmpia Turzii [24][25][26]
- Tetapolis, primul parc științific și tehnologic din România - în fază de proiect [27]
- Parcul industrial din Sânnicoară-Apahida.[28]
- Nervia Apahida[29][30]